# Ryu (Street Fighter)
Ryu (リュウ?, Ryū), conosciuto nel film del 1994 come Ryu Hoshi, è un personaggio dei videogiochi creato dalla Capcom per la famosa serie di picchiaduro Street Fighter, della quale è il personaggio principale.
La parola Ryu (kanji) o Ryū (che è scritta in hiragana e che può essere scritta anche Ryuu) può avere varie traduzioni in italiano, tra le quali nobiltà (d'animo) o prosperità. In ogni caso racchiude un significato di elevazione interiore o incremento.

## Descrizione
Secondo la sua biografia ufficiale, Ryu è nato in Giappone il 21 luglio 1964; è alto 175 centimetri, pesa 68 chilogrammi, ha occhi e capelli castani; il suo gruppo sanguigno è 0. Indossa un karate gi bianco dalle caratteristiche maniche strappate all'altezza delle spalle, un paio di guanti di protezione, una cintura nera e un hachimaki rosso sulla fronte. Nel primo arcade Street Fighter (1987) Ryu ha i capelli rossi e gli occhi chiari, e indossa delle scarpette orientali di colore rosso; nel resto della serie è scuro di capelli e combatte a piedi nudi. Ama dormire e odia i ragni. È doppiato da Katashi Ishizuka o da Toshiyuki Morikawa in molti dei videogiochi in cui è apparso.
Ryu dedica la sua vita alle arti marziali e alla giustizia. La sua mossa più caratteristica è l'Hadoken, una sfera di energia a distanza, che come lo Shoryuken di Ken si evolverà col tempo. Sia Ryu che Ken Masters praticano un'arte marziale (fittizia) estremamente violenta chiamata Ansatsuken, che incorpora le più violente tecniche di arti marziali assieme a un'oscura tecnica chiamata Shun Goku Satsu. Sia Ryu sia Ken sono stati istruiti all'Ansatsuken da Gouken, che fece voto di insegnarne una variante meno violenta, senza le tecniche che avrebbero potuto mettere a repentaglio la vita dei suoi discepoli, come ad esempio la Side Stance Death Fist o anche lo Shun Goku Satsu di Akuma.
Le tecniche di Ryu consistono nell'Hadoken, nello Shoryuken e nel Tatsumakisenpukyaku; le sue super mosse sono lo Shinku Hadoken, lo 'Shinku Tatsumakisenpukyaku (che fu ridotta ad una mossa EX in Street Fighter III), il Denjin Hadoken (solo nella serie Street Fighter III, in Street Fighter EX 3 e in Capcom vs. SNK 2, nella forma di Evil Ryu Metsu Hadoken), ma la sua mossa più potente è la Shin Shoryuken.
Nel manga Street Fighter III: Ryu Final di Masahiko Nakahira, Ryu, durante lo scontro con Dudley, inventa una nuova tecnica: il "Pugno del vento" (Kaze no Kobushi); questa mossa è comparsa come mossa finale (finisher) in Capcom Fighting All-Stars, gioco poi cancellato, e in Street Fighter IV l'attacco focale (focus attack) del giapponese richiama palesemente questa mossa.

### Ryu e le sue mosse principali
Sebbene Ryu e Ken facciano parte della stessa scuola di arti marziali, con l'evolversi della serie di Street Fighter le differenze tra i due personaggi sono emerse attraverso le loro mosse speciali: Ryu è specialista nell'uso dell'Hadoken, una sfera di energia lanciata dai palmi delle mani, mentre Ken è in grado di eseguire delle varianti dello Shoryuken, un pugno montante con salto; Ryu è in grado di usare alcune varianti di questa tecnica:
1. Hadoken; presente in tutte le versioni di Street Fighter.

Consiste nell'unire i palmi di entrambe le mani e, muovendole in avanti, viene lanciata una sfera di energia.
1. Hadoken D'urto (Shinkuu Hadoken), presente da Super Street Fighter II Turbo in poi come supermossa: consiste nel caricare l'Hadoken più a lungo prima di lanciarlo; la sfera di energia è più massiccia, in grado di colpire più volte consecutivamente l'avversario.
2. Hadoken Fiammeggiante (Shakunetsu Hadoken), presente da Super Street Fighter II in poi: uguale all'hadoken normale in quanto a dimensioni, ma il colore è arancione e, all'impatto, incendia l'avversario.
3. Hadoken Elettrificante (Denjiin Hadoken), presente solo in Street Fighter III e suoi seguiti: consiste nel caricare l'Hadoken (più tempo si carica, più sarà devastante) e nel lanciarlo in una versione elettrica che ignora persino la guardia dell'avversario.
4. Hadoken Lampeggiante (Metsu Hadoken) presente solo in Street Fighter IV e nei suoi seguiti: in questa variante la sfera di energia assume una colorazione violacea e può colpire ancora più volte consecutive rispetto allo Shinkuu hadouken.

Le uniche tecniche in comune con Ken sono l'Hadoken, il Tatsumakisempukyaku, e lo Shoryuken di base.
Tuttavia Ryu possiede alcuni versioni più potenti delle ultime due mosse:
1. Shoryuken D'Impatto (Shin Shoryuken), presente in Street Fighter Alpha 3: consiste nel colpire la bocca dello stomaco dell'avversario con un montante e subito dopo con uno Shoryuken molto potente, che fa letteralmente decollare l'avversario.
2. Shoryuken Lampeggiante (Metsu Shoryuken), presente in Street Fighter IV e nei suoi seguiti: e più o meno uguale allo Shin Shoryuken, solo che si mostra meglio quando l'avversario si piega in due dopo il primo montante allo stomaco e Ryu che lo colpisce nuovamente, senza pietà, spaccandogli il mento, con uno Shoryuken.
3. Tatsumaki D'urto (Shinkuu Tatsumakisenpukiaku), presente in Street Fighter Alpha, EX e relativi seguiti: consiste nel caricarsi prima di eseguire un Tatsumakisenpukiaku: Ryu vorticherà su sé stesso senza muoversi in avanti come nel solito Tatsumakisenpukiaku, ma potrà in compenso colpire più volte consecutivamente il suo avversario; esiste anche in variante aerea.

## Storia
Ryu crebbe nel dojo di Gouken, allenato da quest'ultimo all'arte marziale dell'Ansatsuken. All'età di 12 anni conobbe un altro allievo di Gouken, Ken Masters, suo coetaneo; i due, dapprima rivali, strinsero in seguito una forte amicizia.
Come allievo di Gouken fu uno dei partecipanti al primo World Warrior Tournament. La sua abilità gli guadagnò il diritto di affrontarne l'organizzatore e la sua futura nemesi Sagat; al principio Sagat dominò lo scontro, ma in seguito venne annichilito quando Ryu perse il controllo di sé stesso e ferì gravemente Sagat (rischiando di ucciderlo) colpendolo con uno Metsu Shoryuken e lasciandogli una grande cicatrice sul torace.
Non fece in tempo a tornare alla sua Scuola che, tramite il suo compagno d'allenamento Ken, venne a sapere che il loro maestro Gouken era stato ucciso dal temibile Akuma (Gouki in Giappone), fratello nonché grande rivale del maestro:
pertanto Ryu si mise in viaggio alla ricerca di Akuma per vendicare la morte del suo maestro; viaggio che lo portò in giro per il globo a sfidare numerosi combattenti finché non trovò il luogo dove Akuma risiedeva;
lì Ryu combatté contro il suo mortale avversario su un'isola sperduta (Gokuentoh), riuscendo a prevalere sul nemico. Akuma, intuendo che Ryu aveva forse i suoi stessi poteri, lo mise in guardia dal Satsui No Hadou, il potere distruttivo assopito in lui, dicendogli di tornare a combattere nuovamente una volta che Ryu lo avesse risvegliato, per vedere chi dei due fosse realmente il più forte; Ryu non sapeva di cosa Akuma stesse parlando, ma il Satsui No Hadou era lo stesso potere che si era svegliato in Ryu quando, durante il duello con Sagat, gli rivolse contro il suo Metsu Shoryuken accecato dal desiderio di vincere, ferendo gravemente al petto il suo avversario.
Dopodiché Akuma, grazie ad un particolare colpo (che probabilmente si rivelerà essere il Kongou Koukuretsuzan; terribile tecnica che userà in Street Fighter III: 3rd Strike) distrusse l'intera isola, ma Ryu riuscì a fuggire.
Questa terribile presa dagli eventi distrasse Ryu dopo la prima sconfitta di Akuma, e gli impedì di gareggiare al meglio durante un incontro col suo amico d'infanzia Ken. Capendo che Ryu non era in sé, Ken legò il suo nastro per capelli rosso alla testa di Ryu dopo che quest'ultimo aveva perso; mentre per Ken il nastro rappresentava un gesto di amicizia, per Ryu era il simbolo del suo impegno a rifiutare il Satsui No Hadou.
Le sue abilità in combattimento gli attirarono le attenzioni del malvagio generale M. Bison (Vega in Giappone), capo di Shadaloo, che voleva utilizzarlo per veicolare le sue tremende energie; Bison catturò Ryu e ne sovvertì mente e corpo, poi lo condusse da Sagat per un nuovo incontro.
Guile, Chun Li e Ken combatterono Ryu e Bison, e liberarono Ryu, il quale vibrò un colpo di tale forza da costringere Bison alla ritirata; per Ryu questo era solo un segno della sua debolezza e del suo ulteriore bisogno di addestramento: da allora intraprese una ricerca per la purezza e per portare l'Ansatsuken ad un livello di sviluppo completo (anche senza il tocco assassino), seguendo le orme di Gouken nell'usare l'arte marziale come base per lo sviluppo personale.
In seguito, Ryu partecipò al secondo World Warrior Tournament raggiungendo nuovamente la finale, contro colui che lo aveva rapito qualche tempo prima, ossia il generale M.Bison; tuttavia tale scontro non avvenne perché Akuma ricomparve, uccidendo Bison con il suo terribile Shungokusatsu (Raging Demon).
Qualche anno dopo, durante gli eventi che intercorrono in Street Fighter 4 prima, e Ultra Street Fighter 4 poi, ha l'occasione di incontrare di nuovo il suo defunto maestro Gouken, creduto morto alcuni anni prima per mano del fratello Gouki.
In quel frangente, ha l'occasione di combattere contro il suo Maestro dopo che questi gli chiede di mettere alla prova le sue capacità per visionare quanto fosse "maturato" il suo stile dopo tutti quegli anni. In quel duello però, Ryu ne esce sconfitto da Gouken, dove quest'ultimo grazie al suo "Potere del Nulla", sigilla l'oscuro potere nascosto dell'allievo, ossia il Satsui No Hadou, in modo tale che non possa più manifestarsi.
Successivamente però Akuma, in uno scontro mortale con Ryu, perfora il petto di quest'ultimo con il suo pugno assassino dove Ryu, anziché morire, in punto di morte riesce a spezzare il sigillo del Maestro che bloccava il potere sopito dentro di sé: il Satsui No Hadou, tramutandosi così nuovamente in Evil Ryu.
Durante gli eventi di Street Fighter V tenterà nuovamente di rinnegare il Satsui No Hadou, riuscendoci in parte, dando vita, forma e sostanza alla sua energia diabolica, conosciuta come Kage.
Alcuni anni dopo, in seguito al quinto World Warrior Tournament (Street Fighter III), combatté e perse contro Oro, che vide in lui un potenziale successore del suo stile.

## Mosse speciali
- Hadoken: è un colpo energetico a sfera, lanciato dalle mani.
- Shakunetsu Hadouken: Ryu, col tempo, diventa maestro di questo nuovo tipo di hadouken capace d'incenerire gli avversari.
- Denjin Hadouken: Nuovo tipo di hadouken dove si convoglia e carica energia elettrica capace di elettrificare l'avversario.
- Shoryuken: è un potente montante in volo.
- Tatsumaki-senpukyaku: è un calcio uragano. Ryu esegue un salto in aria e con una gamba distesa ruota su sé stesso, colpendo più volte e violentemente l'avversario.

### Imperial Hadoken
Presentata per la prima volta nel manhwa Street Fighter III: The Next Generation. Consiste nel lanciare una forma più potente dell'Hadoken, simile al Super Shoryuken di Ken.
Come la tecnica di Ken, ha 7 livelli:
- 1º livello: l'Hadoken viene messo sul pugno.
- 2º livello (Attacco a raffica): vengono lanciato tante sfere d'energia.
- 3º livello (Il drago divora il cielo): viene assorbita l'energia che viene lanciata contro Ryu, poi l'energia può esser utilizzata per creare barriere.
- 4º livello (Finger Hadoken): come il Blade Shoryuken di Ken, sulle dita di Ryu il ki viene trasformato in un ago.
- 5º livello (Le nove forze universali): uguale al 6º livello del Super Shoryuken di Ken, crea 9 cloni di energia per attaccare l'avversario. Rispetto a Ken crea dei cloni di energia uguali alla sua.
- 6º livello (La luce dei Sette sentimenti): in combinazione con il 5º livello, l'avversario viene attaccato con l'energia dei 7 sentimenti buddisti: paura, odio, rabbia, amore, desiderio, tristezza e gioia.
- 7º livello: non si sa molto di questa tecnica, solo che attacca l'avversario con sfere di luce.

Ryu impara l'Imperial Hadoken fino al 4º livello, poi, grazie a M. Bison, egli sblocca il 5º e il 6º livello, e, per finire, egli sblocca l'ultimo livello contro Cycloid Beta e intuisce l'essenza dell'ottava tecnica.
Le gesta e le storie di Street Fighter raccontate nei manwha tuttavia, non sono canoniche.

## Ideazione
La storia di Ryu e del suo eterno rivale Sagat sono ispirate dal manga Karate baka ichidai, basato a sua volta su parte della vera vita di Mas Oyama: nel fumetto si narra di un karateka giapponese deciso ad affrontare il più forte thaiboxer della Thailandia, il quale aveva come segno distintivo una benda ad un occhio.

## Evil Ryu
Nella versione "Evil", Ryu possiede tutte le sue mosse basilari, più tre di Akuma: lo Shun Goku Satsu (chiamato Blink Hell Murder e nettamente meno potente), l'Ashura Senku e il Messatsu-Goshoryu (una versione più potente dello Shoryu-Reppa di Ken). Il colore basilare dei vestiti di Evil Ryu è il kimono grigio o nero, la cintura nera e i guanti rossi. In Super Street Fighter IV Arcade Edition una versione aggiornata di Evil Ryu fa la sua comparsa: capelli color porpora, occhi rossi similmente ad Akuma, kimono in gran parte strappato, e per finire una profonda ferita circolare nel mezzo dei pettorali (omaggio al celebre fumetto Street Fighter III: Ryu Final di Masahiko Nakahira, dove alla fine Ryu subisce un pugno nel torace da parte di Akuma, che lo trapassa) e il kanji ( 天 ten), simbolo della "Distruzione" incandescente sulla schiena, che compare ogni qualvolta sconfigge il proprio avversario.
Il nome "Evil Ryu" è stato dato dalla Capcom of America, e il nome originale del personaggio è Satsui no Hado ni Mezameta Ryū, che letteralmente significa "Ryu che ha risvegliato in sé l'istinto omicida". In Street Fighter VI è riportato che Ryu trascende il Satsui No Hado per raggiungere traguardi più elevati (descrizione pagina ufficiale Capcom), avvicinandosi al maestro Gouken. Evil Ryu nasce dalla mente del mangaka Masahiko Nakahira, nel suo fumetto Street Fighter Alpha.

## Apparizioni
- Street Fighter
- Street Fighter II
- Street Fighter II Champion Edition
- Street Fighter II Turbo
- Super Street Fighter II
- Super Street Fighter II Turbo
- Hyper Street Fighter II: The Anniversary Edition
- Super Street Fighter II Turbo HD Remix
- Street Fighter Alpha/Zero
- Street Fighter Alpha/Zero 2
- Street Fighter Alpha/Zero 2 Gold
- Street Fighter Alpha/Zero 3
- Street Fighter Alpha/Zero 3 Double Upper
- Street Fighter Alpha/Zero 3 MAX
- Street Fighter III
- Street Fighter III: Double Impact
- Street Fighter III 3rd Strike
- Street Fighter EX
- Street Fighter EX Plus
- Street Fighter EX Plus Alpha
- Street Fighter EX 2
- Street Fighter EX 2 Plus
- Street Fighter EX 3
- X-Men vs Street Fighter
- Marvel Super Heroes vs Street Fighter
- Marvel vs. Capcom: Clash of Superheroes
- Marvel vs. Capcom 2: New Age of Heroes
- Marvel vs. Capcom 3: Fate of Two Worlds
- Capcom vs Snk: Millennium Fighter 2001
- Capcom vs Snk Pro
- Capcom vs Snk 2
- Snk vs Capcom: Chaos
- Capcom Fighting Jam/Evolution
- Tatsunoko vs. Capcom: Ultimate All Stars
- Namco × Capcom
- Street Fighter IV
- Super Street Fighter IV
- Super Street Fighter IV: Arcade Edition
- Ultra Street Fighter IV
- Street Fighter V
- Street Fighter x Tekken (nel trailer è in coppia con Ken Masters)
- Tekken x Street Fighter
- Capcom Fighting All-Stars: Code Holder (annullato)
- Super Smash Bros. per Nintendo 3DS e Wii U (contenuto scaricabile)
- Marvel vs. Capcom: Infinite
- Super Smash Bros. Ultimate
- LittleBigPlanet (costume nel contenuto scaricabile su Street Fighter)
- Fortnite: Battle Royale (acquistabile nello shop)
- Street Fighter 6

### Altri media
Nel film del 1994 Ryu venne interpretato da Byron Mann, nel disegno animato fu invece doppiato da Tony Lung.
Il sito porno Brazzers ha prodotto un video parodia del gioco nel 2011, intitolata Sex Fighter 2, con gli attori pornografici Keiran Lee e Katsuni nei rispettivi ruoli di Ryu e Chun-Li.